# World Cyber Games 2002
Navigation
WCG 2001 WCG 2003
La troisième édition des World Cyber Games s'est tenue à Daejeon, en Corée du Sud, entre octobre et novembre 2002. L'événement ouvre officiellement ses portes le 8 octobre 2002.
Les WCG 2002 se présentent comme un festival cultural mondial agréable et harmonieux ne possédant aucune barrière de langue et de culture au-delà des jeux.

## Sponsors et partenaires de l'édition

### Sponsors
- Ahnlab
- Coca-Cola
- Intel
- Java City Coffee
- Korea.com
- KTF
- Microsoft
- Nvidia
- Plantronics
- Samsung Electronics
- Samsung Fire & Marine Insurance

### Partenaires
- Activision
- Blizzard Entertainment
- EA Sports
- Epic Games
- id Software
- Infogrames Entertainment
- Microsoft Game Studios
- Sierra
- Valve

## Disciplines officielles
- 2002 FIFA World Cup
- Age of Empires II
- Half-Life: Counter-Strike
- Quake III Arena
- StarCraft: Brood War
- Unreal Tounament

## Nombre de joueurs par pays participant
Sur les 456 joueurs annoncés, seuls 407 athlètes participent aux tournois officiels de l'événement.
|                    | 2002 FIFA World Cup | Age of Empires II | Half-Life: Counter-Strike | Quake III Arena | StarCraft: Brood War | Unreal Tournament | Total |
| ------------------ | ------------------- | ----------------- | ------------------------- | --------------- | -------------------- | ----------------- | ----- |
| Afrique du Sud     |                     |                   | 5                         | 1               |                      | 2                 | 8     |
| Allemagne          | 3                   | 2                 | 5                         |                 | 3                    |                   | 13    |
| Argentine          |                     |                   |                           | 1               |                      |                   | 1     |
| Australie          | 2                   | 1                 | 5                         | 1               | 3                    | 1                 | 13    |
| Autriche           | 1                   | 1                 | 5                         | 1               | 1                    | 1                 | 10    |
| Belgique           | 2                   | 1                 | 5                         | 2               | 1                    | 2                 | 13    |
| Brésil             |                     |                   |                           | 1               | 1                    | 1                 | 3     |
| Bulgarie           | 1                   | 2                 | 5                         | 1               | 3                    | 1                 | 13    |
| Canada             |                     |                   | 5                         | 2               | 1                    |                   | 8     |
| Chili              |                     |                   |                           | 1               | 1                    |                   | 2     |
| Chine              | 3                   |                   | 5                         | 2               | 3                    | 1                 | 14    |
| Corée du Sud       | 3                   | 1                 | 5                         | 1               | 3                    | 1                 | 14    |
| Espagne            | 1                   | 1                 | 5                         | 2               | 1                    | 1                 | 11    |
| États-Unis         |                     | 1                 | 5                         | 3               | 3                    | 1                 | 13    |
| France             | 2                   | 2                 | 5                         | 2               | 2                    | 1                 | 14    |
| Hong Kong          |                     | 3                 | 5                         |                 |                      |                   | 8     |
| Hongrie            |                     | 1                 | 5                         | 1               | 1                    | 1                 | 9     |
| Inde               |                     |                   | 5                         | 3               |                      |                   | 8     |
| Indonésie          |                     |                   | 5                         |                 | 2                    |                   | 7     |
| Italie             | 2                   | 2                 | 5                         | 2               | 2                    | 2                 | 15    |
| Japon              |                     | 1                 | 5                         |                 |                      |                   | 6     |
| Kazakhstan         |                     | 3                 | 5                         | 2               | 2                    |                   | 12    |
| Luxembourg         |                     | 1                 |                           |                 | 1                    |                   | 2     |
| Malaisie           | 1                   | 1                 | 5                         | 1               | 1                    |                   | 9     |
| Mexique            | 2                   | 2                 | 5                         | 2               | 2                    |                   | 13    |
| Nouvelle-Zélande   |                     |                   | 5                         | 2               |                      | 2                 | 9     |
| Panama             | 1                   | 1                 |                           | 1               | 1                    |                   | 4     |
| Pays-Bas           | 2                   | 2                 | 5                         | 2               | 2                    | 2                 | 15    |
| Pérou              |                     |                   |                           |                 | 3                    |                   | 3     |
| Philippines        |                     | 1                 | 5                         |                 | 3                    |                   | 9     |
| Pologne            |                     |                   | 5                         | 2               | 2                    |                   | 9     |
| Portugal           | 1                   | 1                 | 5                         |                 |                      | 1                 | 8     |
| République tchèque |                     |                   | 5                         | 1               | 1                    | 1                 | 8     |
| Roumanie           | 1                   |                   | 5                         | 2               | 2                    | 2                 | 12    |
| Royaume-Uni        | 2                   | 1                 | 5                         | 2               |                      | 1                 | 11    |
| Russie             | 1                   | 1                 | 5                         | 3               | 2                    | 1                 | 13    |
| Singapour          |                     | 1                 | 5                         |                 | 1                    |                   | 7     |
| Slovaquie          |                     |                   |                           | 1               | 1                    |                   | 2     |
| Suède              |                     |                   | 5                         |                 |                      |                   | 5     |
| Suisse             | 1                   | 1                 | 5                         |                 | 1                    |                   | 8     |
| Taipei chinois     | 1                   | 3                 | 5                         |                 | 3                    |                   | 12    |
| Thaïlande          | 1                   |                   | 5                         | 1               | 1                    |                   | 8     |
| Turquie            | 1                   | 1                 | 5                         | 1               |                      |                   | 8     |
| Ukraine            |                     |                   | 5                         | 3               | 3                    |                   | 11    |
| Vietnam            | 3                   | 3                 |                           |                 |                      |                   | 6     |
| Total              | 38                  | 42                | 185                       | 53              | 63                   | 26                | 407   |

## Répartition descash prizes
|           | 2002 FIFA World Cup | Age of Empires II | Half-Life: Counter-Strike | Quake III Arena | StarCraft: Brood War | Unreal Tournament |
| --------- | ------------------- | ----------------- | ------------------------- | --------------- | -------------------- | ----------------- |
| Vainqueur | 20 000 $            | 20 000 $          | 40 000 $                  | 20 000 $        | 20 000 $             | 20 000 $          |
| Finaliste | 10 000 $            | 10 000 $          | 20 000 $                  | 10 000 $        | 10 000 $             | 10 000 $          |
| Troisième | 5 000 $             | 5 000 $           | 10 000 $                  | 5 000 $         | 5 000 $              | 5 000 $           |
| Quatrième | 2 500 $             | 2 500 $           | 5 000 $                   | 2 500 $         | 2 500 $              | 2 500 $           |
| Cinquième | 1 750 $             | 1 750 $           | 3 000 $                   | 1 750 $         | 1 750 $              | 1 750 $           |
| Sixième   | 1 750 $             | 1 750 $           | 3 000 $                   | 1 750 $         | 1 750 $              | 1 750 $           |
| Septième  | 1 000 $             | 1 000 $           | 2 000 $                   | 1 000 $         | 1 000 $              | 1 000 $           |
| Huitième  | 1 000 $             | 1 000 $           | 2 000 $                   | 1 000 $         | 1 000 $              | 1 000 $           |

## Déroulement de la compétition
Les World Cyber Games de cette édition comprennent les tournois officiels en solo ou par équipes de 5 joueurs (seulement pour Counter-Strike), des tournois où s'affrontent deux joueurs d'une nation contre deux autres joueurs d'un autre pays (NvN), mais également des confrontations entre les différents continents (CvC).
| Date              | Disciplines | Programme                                                |
| ----------------- | --- | -------------------------------------------------------- |
| 29 octobre 2002   | 2002 FIFA World Cup Age of Empires II Half-Life: Counter-Strike Quake III Arena StarCraft: Brood War Unreal Tournament | Phase de groupes                                         |
| 30 octobre 2002   | 2002 FIFA World Cup Age of Empires II Half-Life: Counter-Strike Quake III Arena StarCraft: Brood War Unreal Tournament | Phase de groupes                                         |
| 31 octobre 2002   | StarCraft: Brood War                                                                                                   | Phase de groupes                                         |
| 31 octobre 2002   | Half-Life: Counter-Strike                                                                                              | Phase de groupes Huitièmes de finale                     |
| 31 octobre 2002   | 2002 FIFA World Cup Age of Empires II Quake III Arena                                                                  | Huitièmes de finale Quarts de finale                     |
| 31 octobre 2002   | Unreal Tournament | Quarts de finale Demi-finales                            |
| 1er novembre 2002 | StarCraft: Brood War                                                                                                   | Huitièmes de finale Quarts de finale Demi-finales        |
| 1er novembre 2002 | Half-Life: Counter-Strike                                                                                              | Quarts de finale Demi-finales                            |
| 1er novembre 2002 | 2002 FIFA World Cup Age of Empires II Quake III Arena                                                                  | Demi-finales                                             |
| 2 novembre 2002   | 2002 FIFA World Cup (NvN) Age of Empires II (NvN) Quake III Arena (NvN) StarCraft: Brood War (NvN)                     | Huitièmes de finale Quarts de finale Demi-finales Finale |
| 2 novembre 2002   | Half-Life: Counter-Strike (CvC) Unreal Tournament (CvC)                                                                | Quarts de finale Demi-finales Finale                     |
| 3 novembre 2002   | 2002 FIFA World Cup Age of Empires II Half-Life: Counter-Strike Quake III Arena StarCraft: Brood War Unreal Tournament | Finale                                                   |

## Tournois

### Résultats
| 2002 FIFA World Cup             | Hwang "ghanggi71" Sang-Woo | Kim "Jaguar" Doo-Hyung | Stefan "Stefan" Berndt       |
| 2002 FIFA World Cup (NvN)       | Allemagne                  | Royaume-Uni            | Italie                       |
| Age of Empires II               | Akihiro "Halen" Nakamura   | Chun "IamKen" Ming-Chu | Michel "RIP_DREAMS" Rietdijk |
| Age of Empires II (NvN)         | Taipei chinois             | Hong Kong              | Allemagne                    |
| Half-Life: Counter-Strike       | M19                        | Nerve                  | mousesports                  |
| Half-Life: Counter-Strike (CvC) | Europe                     | Asie-Afrique-Océanie   | Amérique                     |
| Quake III Arena                 | Alexey "c58_uNkind" Smaev  | Alvaro "Akiles" Romero | Jason "Q4_Socrates" Sylka    |
| Quake III Arena (NvN)           | Russie                     | Espagne                | Ukraine                      |
| StarCraft: Brood War            | Lim "BoxeR" Yo-Hwan        | Hong "YellOw" Jin-Ho   | Arthur "Blackman'" Michalak  |
| StarCraft: Brood War (NvN)      | Corée du Sud               | Kazakhstan             | Chine                        |
| Unreal Tournament               | Christian "GitzZz" Hock    | Samuel "SHaggY" Boult  | Nicholas "eVeNfLoW" McCabe   |
| Unreal Tournament (CvC)         | Europe                     | Europe                 | Europe                       |

### Classement final des pays médaillés
|                  |   |   |   | Total |
| ---------------- | - | - | - | ----- |
| Corée du Sud     | 3 | 2 | 0 | 5     |
| Russie           | 3 |   |   | 3     |
| Allemagne        | 2 |   | 3 | 5     |
| Taipei chinois   | 1 | 1 |   | 2     |
| Japon            | 1 |   |   | 1     |
| Espagne          |   | 2 |   | 2     |
| Royaume-Uni      |   | 2 |   | 2     |
| Canada           |   | 1 |   | 1     |
| Hong Kong        |   | 1 |   | 1     |
| Kazakhstan       |   | 1 |   | 1     |
| Chine            |   |   | 1 | 1     |
| États-Unis       |   |   | 1 | 1     |
| Italie           |   |   | 1 | 1     |
| Nouvelle-Zélande |   |   | 1 | 1     |
| Pays-Bas         |   |   | 1 | 1     |
| Pologne          |   |   | 1 | 1     |
| Ukraine          |   |   | 1 | 1     |